# NGC 466
NGC 466 là một thiên hà dạng hạt đậu nằm cách Trái Đất khoảng 227 triệu năm ánh sáng trong chòm sao Đỗ Quyên. NGC 466 được phát hiện bởi nhà thiên văn học John Herschel vào ngày 3 tháng 10 năm 1836.

## Thành viên nhóm
NGC 466 là thành viên của một nhóm các thiên hà được gọi là GG 019.